# Ohrekreis
Ohrekreis was een Landkreis in de Duitse deelstaat Saksen-Anhalt. De landkreis had een oppervlakte van 1493,61 km² en een inwoneraantal van 115.470 (31-05-2005). 

## Geschiedenis
De Ohrekreis ontstond op 1 juli 1994 bij de eerste herindeling in Saksen-Anhalt na de Duitse hereniging en werd gevormd door de fusie van de landkreise Haldensleben en Wolmirstedt, aangevuld met een aantal gemeenten van de Landkreis Klötze. Bij de bestuurlijke herindeling van 2007 fuseerde de Ohrekreis met de zuidelijker gelegen Bördekreis tot de nieuwe Landkreis Börde.

## Steden
De volgende steden liggen in het district:
- Haldensleben
- Oebisfelde
- Wolmirstedt